# Championnat de France Pro A de tennis de table 2003-2004
Navigation
Superdivision 2002-2003 Pro A 2004-2005
Le Championnat de de France Pro A de tennis de table 2003-2004 est la 1ère édition du  du Championnat de France Pro A de tennis de table, plus haut niveau des championnats de France de tennis de table par équipes. Il oppose les huit meilleures équipes de France dans le championnat masculin et les huit meilleures équipes féminines.
| \| Levallois SC TT Angers SAG Cestas TT Hennebont Pontoise Caen TTC Hommes Montpellier Hommes US Kremlin Bicêtre Saint-Berthevin Mondeville Caen TTC Femmes ASPTT Lille Métropole Lys Lez Lannoy CP Évreux Montpellier Femmes \| Localisation des clubs engagés dans le championnat. |
| Levallois SC TT Angers SAG Cestas TT Hennebont Pontoise Caen TTC Hommes Montpellier Hommes US Kremlin Bicêtre Saint-Berthevin Mondeville Caen TTC Femmes ASPTT Lille Métropole Lys Lez Lannoy CP Évreux Montpellier Femmes                                                           |

## Championnat masculin
Il s'agit de la dernière saison où le championnat se joue à 8 clubs. Dès la saison prochaine, 3 équipes promues s'ajouteront aux 7 équipes classées dans ce championnat. 10 équipes s'affronteront alors en Pro A.
| Pl | Équipes                   | Pts | J  | V  | N | D | Pp | Pc | Diff |
| -- | ------------------------- | --- | -- | -- | - | - | -- | -- | ---- |
| 1  | Elan Nevers Nièvre        | 34  | 12 | 11 | 0 | 1 | 46 | 17 | +29  |
| 2  | Levallois SC TT           | 32  | 12 | 9  | 2 | 1 | 43 | 18 | +25  |
| 3  | Argentan Bayard           | 24  | 12 | 5  | 2 | 5 | 34 | 33 | +1   |
| 4  | Garde du Vœu Hennebont TT | 23  | 12 | 4  | 3 | 5 | 35 | 33 | +2   |
| 5  | SAG Cestas TT             | 19  | 12 | 2  | 3 | 7 | 23 | 39 | -16  |
| 6  | Angers Vaillante TT       | 18  | 12 | 3  | 0 | 9 | 22 | 33 | -11  |
| 7  | Caen TTC                  | 18  | 12 | 2  | 2 | 8 | 16 | 32 | -16  |
| -  | Montpellier TT            | 0   | 0  | 0  | 0 | 0 | 0  | 0  | 0    |

- Montpellier a retiré son équipe en cours de saison. Le classement final ne compte que 7 équipes.
- L'Elan Nevers Nièvre est champion de France pour la 3eme fois consécutive et remporte le 1er titre de championnat de France pro A[1].
- Malgré son titre de champion, l'Elan Nevers déclare forfait pour la saison 2004-2005[2],[3].
- L'équipe championne est composée de Peter Karlsson, Sébastien Jover, Lin Zhi Gange, Magnus Mansson.

## Championnat féminin
| Pl | Équipes                       | Pts | J  | V  | N | D  | Pé | Pp | Pc | Diff |
| -- | ----------------------------- | --- | -- | -- | - | -- | -- | -- | -- | ---- |
| 1  | USO Mondeville TT             | 41  | 14 | 13 | 1 | 0  | -  | 55 | 13 | +42  |
| 2  | ASPTT Lille Métropole         | 33  | 14 | 8  | 3 | 3  | -  | 42 | 22 | +20  |
| 4  | TT Joué-lès-Tours             | 30  | 14 | 6  | 4 | 4  | -  | 40 | 31 | +9   |
| 5  | CP Lys-lez-Lannoy             | 30  | 13 | 5  | 6 | 3  | -  | 40 | 36 | +4   |
| 6  | EM Saint Berthevin/Saint Loup | 26  | 13 | 4  | 2 | 8  | -  | 27 | 43 | -16  |
| 7  | US Kremlin Bicêtre            | 25  | 14 | 4  | 1 | 9  | -  | 27 | 42 | -15  |
| 3  | Montpellier TT                | 18  | 14 | 6  | 1 | 7  | 0  | 34 | 41 | -7   |
| 8  | CAM Bordeaux                  | 14  | 14 | 0  | 0 | 14 | -  | 11 | 56 | -45  |